# Кастелло-ді-Годего
Кастелло-ді-Годего, Кастелло-ді-Ґодеґо (італ. Castello di Godego, вен. Casteo de Godego) — муніципалітет в Італії, у регіоні Венето, провінція Тревізо.
Кастелло-ді-Годего розташоване на відстані близько 430 км на північ від Рима, 50 км на північний захід від Венеції, 29 км на захід від Тревізо.
Населення — 7217 осіб (2014).
Щорічний фестиваль відбувається 8 вересня. Покровитель — Natività di Maria Vergine.

## Демографія
Населення за роками:

Станом на 1 січня 2023 року в муніципалітеті офіційно проживав 471 іноземець з 42 країн, серед них 224 громадяни країн Євросоюзу та 4 громадяни України.

## Сусідні муніципалітети
- Кастельфранко-Венето
- Лорія
- Рієзе-Піо-X
- Сан-Мартіно-ді-Лупарі